# Јаворов
Јаворов (укр. Яворів, пољ. Jaworów) град је на западу Украјине и центар истоименог рејона, који се налази у лвовској области. Град је добио име по дрву јавору, којег има у оближњим шумама.

## Историја
Град се први пут помиње 1376. године. 1569. добило је магдебуршко право. Град је лежао на трговачком путу Лавов - Јарослав. За време побуне Богдана Хмељницкога (1648) неколико грађана је било казнуто од стране Пољака. 1772. добија статус слободног града.

### Војна база Јаворов
У Јаворову се (је) налазила и јака војна база, где су имале и војне вежбе за западним страна и НАТО пактом.
13. марта 2022, за време рата у Украјини, руска војска је извела напад са крстарећим ракетама Калибр, где су биле смештени страни плаћеници и волонтери, заједно са страним инструкторима. Руска војска је навела 180 убијених страних плаћеника, док је Украјина навела 35 мртвих и 134 рањених. Пошто је град близу Пољске границе ексползије су се чуле и у Пољској. Напад је био донекле шок за Запад, који није рачунао на напад због близине пољске границе, док су се преживели плаћеници вратили назад у Пољску.

## Становништво
Према попису из 1860. Јаворов је имао 8585 становника. 1900. било је 10,046 становника, од којих 4872 мушкараца и 5174 жена. Према вери било је:
- гркокатолика (Унијати) — 5870
- католика — 1669
- Јевреја — 2472
- евангелиста — 13
- друге вере — 22

Улице у близини главног трга насељавали су Јевреји у чијим рукама је била концентрисана ситна трговина. Уређене централне четврти заузимали су Немачки колонисти и Пољска шљахта. На удаљенијим улицама живели су Украјинци, углавном су се бавили као занатлије и земљорадици (паори). У 1931. 49 % становништва града живело је у једнособном смештају.
Према попису из 1990. популација града је била 13,200 становника.

## Галерија
|                                   |                |                           |                                |             |
| Католичка црква св. Петра и Павла | Лавовска улица | Унијатска црква св. Ђурђа | Унијатска црква св. Богородице | Народни дом |

## Партнерски градови
- Тракај
- Ченцини